# Дальтон, Роке
Ро́ке Да́льтон Гарси́а (исп. Roque Dalton García; 14 мая 1935, Сан-Сальвадор, Сальвадор — 10 мая 1975) — сальвадорский поэт-коммунист, один из создателей партизанской Революционной армии народа.

## Роке Дальтон в политике
Внебрачный сын эмигранта из Соединенных Штатов и гражданки Сальвадора. Образование получил в иезуитском колледже Колехио Экстернадо Сан Хосе. В детстве и юности дружил с Хосе Антонио Моралесом Эрлихом, будущим членом Революционной правительственной хунты Сальвадора.
В 1953 году отправился в Чили, чтобы изучать право, позже вернулся в Сан Сальвадор. В 1957 году вместе с другими студентами из Республики Сальвадор прибыл с визитом в СССР, чтобы принять участие во Всемирном фестивале молодёжи и студентов. Эта поездка расширила круг его познаний, позволив ему лично познакомиться с представителями творческой интеллигенции и политиками, сыгравшими большую роль в международной жизни (Карлос Фонсека, Мигель Анхель Астуриас, Хуан Гельман, Назым Хикмет). Как поэт формировался в «поколении ответственности» сальвадорской литературы.

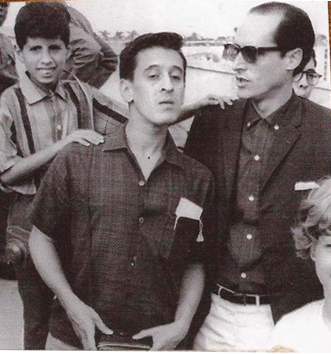
Роке Дальтон и Роберто Фернандес Ретамар, 1969.

На родине в 1960 году был приговорен к смертной казни, но за несколько дней до осуществления приговора правительство пало, а новая власть объявила амнистию. С 1964 года в эмиграции, побывал в Южной и Центральной Америке, Восточной Европе, СССР.

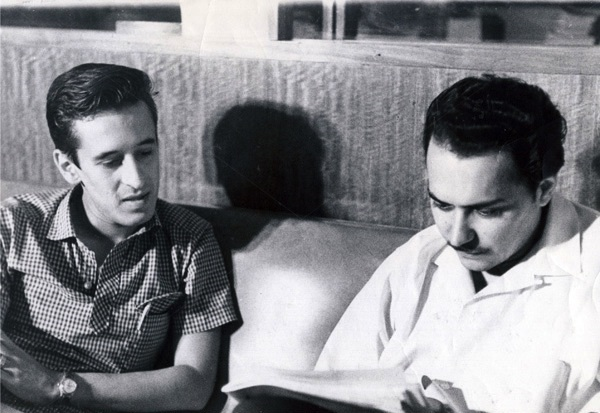
Роке Дальтон с кубинским коллегой Файядом Хамисом в редакции газеты «Hoy», 1962.

Литераторы Роке Дальтон и Альваро Менендес Леаль в Сантьяго (Чили) в качестве корреспондентов первой сальвадорской телепередачи TELE-PERIÓDICO.

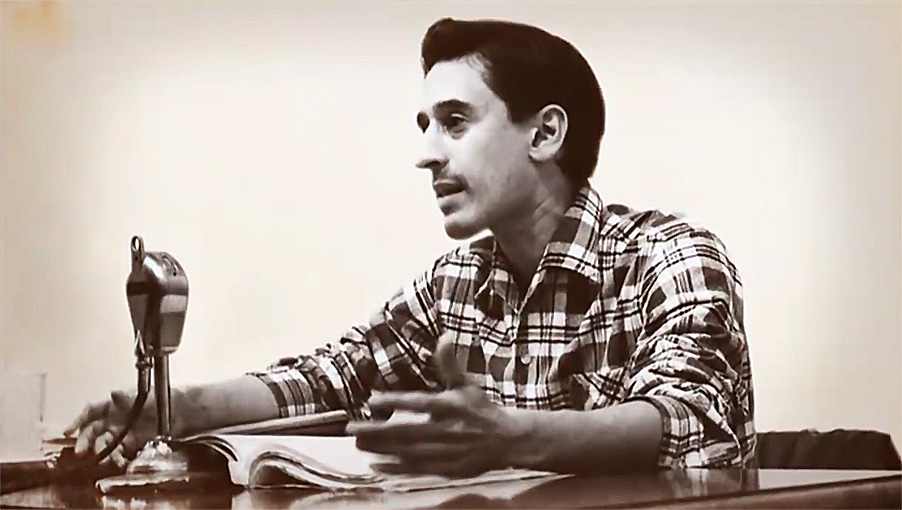
Роке Дальтон на вручении поэтической премии Дома Америк, 1969.

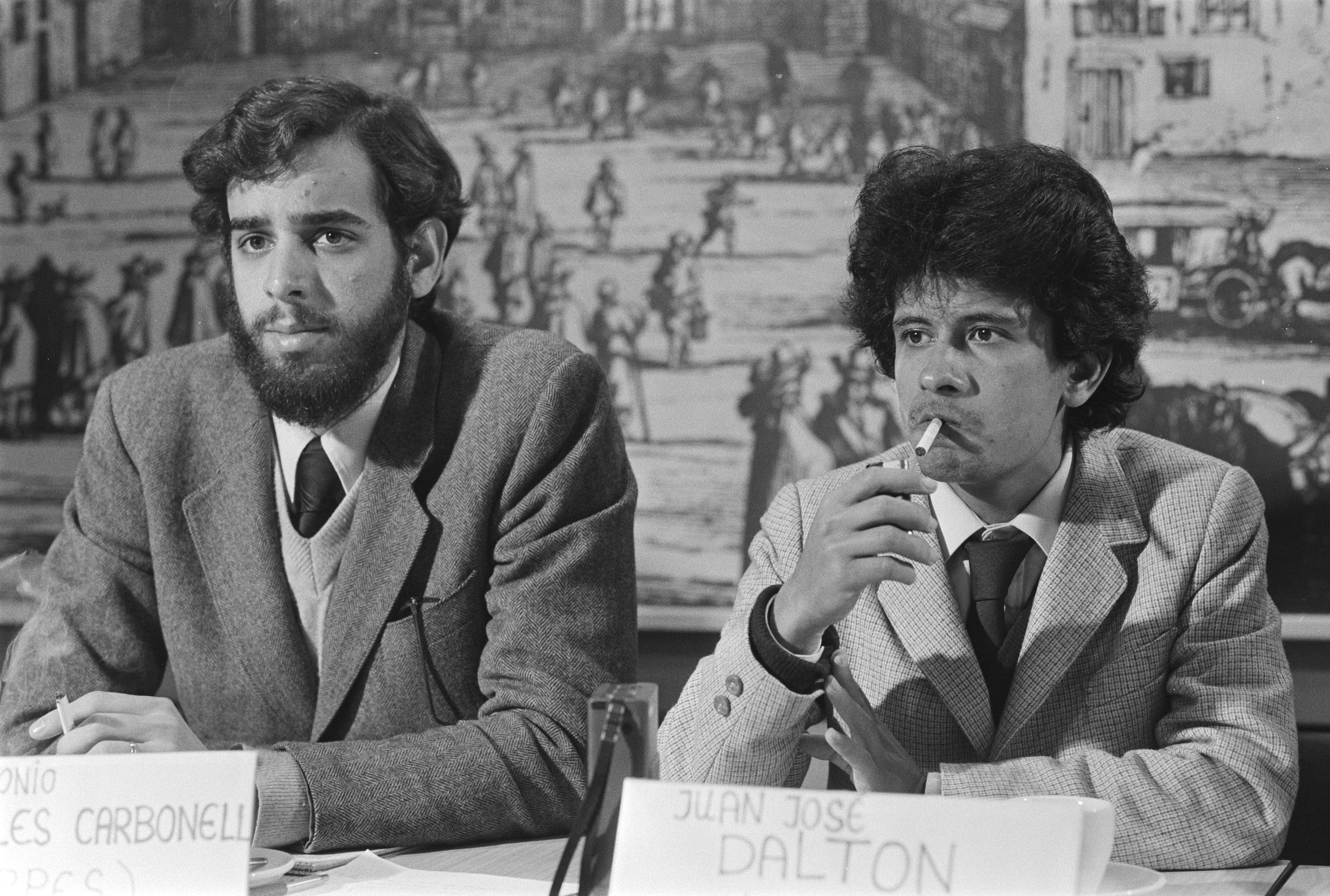
Пресс-конференция Комитета политзаключённых Сальвадора; слева сын Дальтона, боровшийся за правду об убийстве отца.

Тайно вернувшись на родину в 1964 году, он опять был арестован и приговорен к смерти. На этот раз Роке спасся благодаря землетрясению — стена камеры, в которой он находился, оказалась полуразрушенной, и ему удалось сделать подкоп и бежать, покинув еще раз Сальвадор. После этого он на продолжительное время обосновался на Кубе, где у него появилась семья и родилось трое детей. На Кубе, помимо своих литературных занятий, Роке Дальтон посвятил себя военно-строевой подготовке, мечтая стать одним из солдат революции. Будучи личным другом Фиделя Кастро, он часто путешествовал в чехословацкую столицу Прагу, в качестве редактора международного журнала, «Revista Internacional».
В 1973 году он решил вернуться в Сан-Сальвадор. Принимал участие в становлении повстанческих групп, позднее сплотившихся во Фронт национального освобождения имени Фарабундо Марти для борьбы с военной диктатурой, установленной в Сальвадоре. В 1975 году вместе с рабочим Армандо Артеагой он был расстрелян собственными товарищами из повстанческой организации «Революционная армия народа» по обвинению в предательстве, сфабрикованному партизанским командиром Хоакином Вильялобосом (по одной из версий, агентом ЦРУ, в 1990-е годы открыто перешедшим на антикоммунистические позиции). Последующие расследования сняли всякие подозрения с Дальтона.

## Роке Дальтон в литературе
Автор многочисленных стихов, получил две региональных премии за свои литературные труды (одну из них поделил со своим другом Отто Рене Кастильо), его поэзия в настоящее время считается важной частью сальвадорского культурного наследия. 
Участник Московского фестиваля молодежи 1957 года. 
Знакомый с Дальтоном по партизанскому движению чилийский прозаик Роберто Боланьо упоминает его судьбу в книге «Далёкая звезда».

### Поэзия
- Mía junto a los pájaros, San Salvador, 1957
- La ventana en el rostro, México, 1961
- El mar, La Habana, 1962
- El turno del ofendido, La Habana, 1962
- Los testimonios, La Habana, 1964
- Poemas. Antología, San Salvador, 1968
- Taberna y otros lugares, Premio Casa de las Américas, La Habana, 1969
- Los pequeños infiernos, Barcelona, 1970
- In Translation to English: «Small Hours of the Night», translated by Jonathan Cohen, James Graham, Ralph Nelson, Paul Pines, Hardie St. Martin and David Unger. Edited by Hardie St. Martin, Curbstone Press, 1997.

### Эссе
- «César Vallejo», La Habana, 1963
- «El intellectual y la sociedad», 1969
- «¿Revolución en la revolución? y la crítica de la derecha», La Habana, 1970
- «Miguel Mármol y los sucesos de 1932 en El Salvador», 1972
- «Las historias prohibidas del Pulgarcito», México, 1974
- «El Salvador (monografia)» UCA Editores.

### Публицистика
- Р. Дальтон, В. Миранда. О современной фазе революционного движения в Латинской Америке // «Проблемы мира и социализма», № 5 (105), 1967. стр.52-60